# داش‌کسن (میانه)
داش‌کسن یکی از روستاهای استان آذربایجان شرقی است که در دهستان اوچ‌تپه شرقی بخش مرکزی شهرستان میانه واقع شده‌است.فاصله آن از شهر میانه ۵کیلومنر است  .در گذشته اهالی روستا مسیر روستا تا شهر را پیاده می رفتند.مزارع وسیع دارد .به علت اینکه همه دیم هستند عموماً گندم یا جو به صورت دیمی کشت می‌شود.پروژه آبرسانی از سد آیدوغموش مدتهاست که شروع شده ولی متأسفانه هنوز آب سر زمین‌ها نرسیده هست.کیفیت زمین‌های آن بسیار بالا بوده و از قدیم گندم و نان داشکسن در منطقه زبانزد بوده هست.
وجه تسمیه آن به علت وجود معدن سنگی هست که اهالی روستا و روستاهای مجاور از آن برای مصارف ساختمانی استفاده می‌کردند.طایفه رضایی بزرگترین طایفه این روستا محسوب می‌شوند که املاک و زمین‌های زیادی از روستا را در تملک خود دارند.